# Bakteriochlorofile
Bakteriochlorofile – grupa organicznych związków chemicznych, barwników fotosyntetycznych, uczestniczących w zamianie energii świetlnej na energię chemiczną u bakterii. Budowa bakteriochlorofili jest zbliżona do chlorofili roślinnych. U bakterii zielonych bakteriochlorofile występują głównie w kompleksach antenowych w obrębie struktur nazywanych chlorosomami. U bakterii purpurowych bakteriochlorofile zorganizowane są w strukturach nazywanych chromatoforami. Heliobakterie zaś nie mają specyficznych struktur organizujących barwniki, bakteriochlorofil występuje bezpośrednio w błonie cytoplazmatycznej. U mutantów zielonych bakterii siarkowych stwierdzono także występowanie bakteriochlorofilu f. Przenoszenie energii z bakteriochlorofilu f na bakteriochlorofil a jest jednak wolniejsze, co jest prawdopodobną przyczyną nie występowania Bchl f u typu dzikiego, czy też braku naturalnego występowania tego związku w ogóle.
Od chlorofili odróżniają je niewielkie modyfikacje w pierścieniu tetrapirolowym (bakteriochlorofil a) lub przyłączony rodzaj alkoholu. Bakteriochlorofile a, b i g zawierają resztę fitolu, bakteriochlorofile c,d,e resztę farnezolu. W przypadku bakteriochlorofilu a fitol może być zastąpiony przez geranylogeraniol.
Bchl c,d oraz e występuje u zielonych bakterii siarkowych oraz Chloroflexus. Bakteriochlorofil b stwierdzono u Rhodopseudomonas viridis, Ectothiorhodospira halochloris oraz Thiocapsa pfennigii. Bchl a występuje zarówno u bakterii zielonych, jak i purpurowych. Bchl g jest obecny wyłącznie u heliobakterii
U Bchl a główne maksimum absorpcji występuje w zakresie 850–890 nm, Bchl b wykazuje maksimum absorpcji w zakresie 1020–1035 nm.
|  |  |  |
|  |  |  |